# Hopman Cup 2014
La Hopman Cup 2014, ufficialmente Hyundai Hopman Cup per motivi di sponsor, è stata la 26ª edizione della Hopman Cup, torneo di tennis riservato a squadre miste. Vi hanno partecipato 8 squadre al Perth Arena di Perth in Australia, dal 28 dicembre 2013 al 4 gennaio 2014. 
La Spagna era la detentrice del titolo, ma Anabel Medina Garrigues e Daniel Muñoz de la Nava non sono riusciti a superare il round robin.
In finale la Francia ha battuto la Polonia per 2-1.

## Squadre e teste di serie
1. Polonia – Agnieszka Radwańska / Grzegorz Panfil (finale)
2. Stati Uniti – Sloane Stephens / John Isner (round robin)
3. Francia – Alizé Cornet / Jo-Wilfried Tsonga (campioni)
4. Canada – Eugenie Bouchard / Milos Raonic (round robin)

1. Rep. Ceca – Petra Kvitová/ Radek Štěpánek (round robin)
2. Italia – Flavia Pennetta / Andreas Seppi (round robin)
3. Australia – Samantha Stosur / Bernard Tomić (round robin)
4. Spagna – Anabel Medina Garrigues / Daniel Muñoz de la Nava (round robin)

### Giocatore di riserva
1. Oliver Anderson (entrato nella sfida Italia-Polonia al posto di Seppi)
2. Bojana Bobusic (entrata nella sfida Italia-Canada al posto di Pennetta)
3. Milos Raonic (entrato nella sfida Rep. Ceca-Stati Uniti al posto di Isner)
4. Oliver Anderson /  Bojana Bobusic (entrati nella sfida Rep. Ceca-Stati Uniti al posto di Stephens-Isner)

## Gruppo A

### Classifica
| Posizione | Nazione   | V | S | Incontri | Set  | Games  |
| --------- | --------- | - | - | -------- | ---- | ------ |
| 1         | Polonia   | 3 | 0 | 7–2      | 15–7 | 106–79 |
| 2         | Canada    | 2 | 1 | 6–3      | 13–8 | 104-77 |
| 3         | Italia    | 1 | 2 | 2–7      | 5–14 | 51-103 |
| 4         | Australia | 0 | 3 | 3–6      | 9–13 | 97–99  |

#### Polonia vs. Italia
| Polonia 3 | Perth Arena, Perth 28 dicembre 2013, 10:00 Cemento (indoor) | Perth Arena, Perth 28 dicembre 2013, 10:00 Cemento (indoor)             | Italia 0 |     |   |        |
| \| \| \| \| 1 \| 2 \| 3 \| \| \| - \| \| ----------------------------------------------------------------------- \| --- \| --- \| - \| ------ \| \| 1 \| \| Agnieszka Radwańska Flavia Pennetta \| 6 2 \| 6 2 \| \| \| \| 2 \| \| Grzegorz Panfil Andreas Seppi \| 6 4 \| 2 \| \| ritiro \| \| 3 \| \| Agnieszka Radwańska / Grzegorz Panfil Flavia Pennetta / Oliver Anderson \| 6 2 \| 6 1 \| \| \| |                                                             |                                                                         |          |     |   |        |
| |                                                             |                                                                         | 1        | 2   | 3 |        |
| 1 | Polonia (bandiera) · Italia (bandiera)                      | Agnieszka Radwańska Flavia Pennetta                                     | 6 2      | 6 2 |   |        |
| 2 | Polonia (bandiera) · Italia (bandiera)                      | Grzegorz Panfil Andreas Seppi                                           | 6 4      | 2   |   | ritiro |
| 3 | Polonia (bandiera) · Italia (bandiera)                      | Agnieszka Radwańska / Grzegorz Panfil Flavia Pennetta / Oliver Anderson | 6 2      | 6 1 |   |        |

Il doppio misto è stato giocato da Pennetta e Anderson, sostituto di Seppi.

#### Canada vs. Australia
| Canada 2 | Perth Arena, Perth 28 dicembre 2013, 17:30 Cemento (indoor) | Perth Arena, Perth 28 dicembre 2013, 17:30 Cemento (indoor)     | Australia 1 |     |     |  |
| \| \| \| \| 1 \| 2 \| 3 \| \| \| - \| \| --------------------------------------------------------------- \| --- \| --- \| --- \| \| \| 1 \| \| Eugenie Bouchard Samantha Stosur \| 4 6 \| 6 2 \| 6 3 \| \| \| 2 \| \| Milos Raonic Bernard Tomić \| 7 6 \| 6 1 \| \| \| \| 3 \| \| Eugenie Bouchard / Milos Raonic Samantha Stosur / Bernard Tomić \| 2 6 \| 4 6 \| \| \| |                                                             |                                                                 |             |     |     |  |
| |                                                             |                                                                 | 1           | 2   | 3   |  |
| 1 | Canada (bandiera) · Australia (bandiera)                    | Eugenie Bouchard Samantha Stosur                                | 4 6         | 6 2 | 6 3 |  |
| 2 | Canada (bandiera) · Australia (bandiera)                    | Milos Raonic Bernard Tomić                                      | 7 6         | 6 1 |     |  |
| 3 | Canada (bandiera) · Australia (bandiera)                    | Eugenie Bouchard / Milos Raonic Samantha Stosur / Bernard Tomić | 2 6         | 4 6 |     |  |

#### Polonia vs. Canada
| Polonia 2 | Perth Arena, Perth 29 dicembre 2013, 17:30 Cemento (indoor) | Perth Arena, Perth 29 dicembre 2013, 17:30 Cemento (indoor)           | Canada 1 |      |      |  |
| \| \| \| \| 1 \| 2 \| 3 \| \| \| - \| \| --------------------------------------------------------------------- \| ---- \| ---- \| ---- \| \| \| 1 \| \| Agnieszka Radwańska Eugenie Bouchard \| 6 3 \| 67 7 \| 6 2 \| \| \| 2 \| \| Grzegorz Panfil Milos Raonic \| 7 61 \| 6 3 \| \| \| \| 3 \| \| Agnieszka Radwańska / Grzegorz Panfil Eugenie Bouchard / Milos Raonic \| 3 6 \| 7 5 \| 3 10 \| \| |                                                             |                                                                       |          |      |      |  |
| |                                                             |                                                                       | 1        | 2    | 3    |  |
| 1 | Polonia (bandiera) · Canada (bandiera)                      | Agnieszka Radwańska Eugenie Bouchard                                  | 6 3      | 67 7 | 6 2  |  |
| 2 | Polonia (bandiera) · Canada (bandiera)                      | Grzegorz Panfil Milos Raonic                                          | 7 61     | 6 3  |      |  |
| 3 | Polonia (bandiera) · Canada (bandiera)                      | Agnieszka Radwańska / Grzegorz Panfil Eugenie Bouchard / Milos Raonic | 3 6      | 7 5  | 3 10 |  |

#### Italia vs. Australia
| Italia 2 | Perth Arena, Perth 31 dicembre 2013, 10:00 Cemento (indoor) | Perth Arena, Perth 31 dicembre 2013, 10:00 Cemento (indoor)     | Australia 1 |     |     |  |
| \| \| \| \| 1 \| 2 \| 3 \| \| \| - \| \| --------------------------------------------------------------- \| --- \| --- \| --- \| \| \| 1 \| \| Flavia Pennetta Samantha Stosur \| 6 4 \| 6 4 \| \| \| \| 2 \| \| Andreas Seppi Bernard Tomić \| 6 4 \| 3 6 \| 2 6 \| \| \| 3 \| \| Flavia Pennetta / Andreas Seppi Samantha Stosur / Bernard Tomić \| 6 3 \| 6 4 \| \| \| |                                                             |                                                                 |             |     |     |  |
| |                                                             |                                                                 | 1           | 2   | 3   |  |
| 1 | Italia (bandiera) · Australia (bandiera)                    | Flavia Pennetta Samantha Stosur                                 | 6 4         | 6 4 |     |  |
| 2 | Italia (bandiera) · Australia (bandiera)                    | Andreas Seppi Bernard Tomić                                     | 6 4         | 3 6 | 2 6 |  |
| 3 | Italia (bandiera) · Australia (bandiera)                    | Flavia Pennetta / Andreas Seppi Samantha Stosur / Bernard Tomić | 6 3         | 6 4 |     |  |

#### Italia vs. Canada
| Italia 0 | Perth Arena, Perth 2 gennaio 2014, 10:00 Cemento (indoor) | Perth Arena, Perth 2 gennaio 2014, 10:00 Cemento (indoor)      | Canada 3 |     |   |        |
| \| \| \| \| 1 \| 2 \| 3 \| \| \| - \| \| -------------------------------------------------------------- \| --- \| --- \| - \| ------ \| \| 1 \| \| Flavia Pennetta Eugenie Bouchard \| 0 4 \| \| \| ritiro \| \| 2 \| \| Andreas Seppi Milos Raonic \| 2 6 \| 4 6 \| \| \| \| 3 \| \| Bojana Bobusic / Andreas Seppi Eugenie Bouchard / Milos Raonic \| 1 6 \| 4 6 \| \| \| |                                                           |                                                                |          |     |   |        |
| |                                                           |                                                                | 1        | 2   | 3 |        |
| 1 | Italia (bandiera) · Canada (bandiera)                     | Flavia Pennetta Eugenie Bouchard                               | 0 4      |     |   | ritiro |
| 2 | Italia (bandiera) · Canada (bandiera)                     | Andreas Seppi Milos Raonic                                     | 2 6      | 4 6 |   |        |
| 3 | Italia (bandiera) · Canada (bandiera)                     | Bojana Bobusic / Andreas Seppi Eugenie Bouchard / Milos Raonic | 1 6      | 4 6 |   |        |

Il doppio misto è stato giocato da Seppi e Bobusic, sostituta di Pennetta.

#### Polonia vs. Australia
| Polonia 2 | Perth Arena, Perth 2 gennaio 2014, 17:30 Cemento (indoor) | Perth Arena, Perth 2 gennaio 2014, 17:30 Cemento (indoor)             | Australia 1 |     |      |  |
| \| \| \| \| 1 \| 2 \| 3 \| \| \| - \| \| --------------------------------------------------------------------- \| --- \| --- \| ---- \| \| \| 1 \| \| Agnieszka Radwańska Samantha Stosur \| 3 6 \| 6 4 \| 6 3 \| \| \| 2 \| \| Grzegorz Panfil Bernard Tomić \| 1 6 \| 4 6 \| \| \| \| 3 \| \| Agnieszka Radwańska / Grzegorz Panfil Samantha Stosur / Bernard Tomić \| 1 6 \| 7 5 \| 10 8 \| \| |                                                           |                                                                       |             |     |      |  |
| |                                                           |                                                                       | 1           | 2   | 3    |  |
| 1 | Polonia (bandiera) · Australia (bandiera)                 | Agnieszka Radwańska Samantha Stosur                                   | 3 6         | 6 4 | 6 3  |  |
| 2 | Polonia (bandiera) · Australia (bandiera)                 | Grzegorz Panfil Bernard Tomić                                         | 1 6         | 4 6 |      |  |
| 3 | Polonia (bandiera) · Australia (bandiera)                 | Agnieszka Radwańska / Grzegorz Panfil Samantha Stosur / Bernard Tomić | 1 6         | 7 5 | 10 8 |  |

## Gruppo B

### Classifica
| Posizione | Nazione     | V | S | Incontri | Set  | Games  |
| --------- | ----------- | - | - | -------- | ---- | ------ |
| 1         | Francia     | 3 | 0 | 7–2      | 14-6 | 104-75 |
| 2         | Rep. Ceca   | 2 | 1 | 7–2      | 14–5 | 97-48  |
| 3         | Stati Uniti | 1 | 2 | 4–5      | 9–11 | 72-95  |
| 4         | Spagna      | 0 | 3 | 0–9      | 2-17 | 49-109 |

#### Repubblica Ceca vs. Spagna
| Rep. Ceca 3 | Perth Arena, Perth 29 dicembre 2013, 10:00 Cemento (indoor) | Perth Arena, Perth 29 dicembre 2013, 10:00 Cemento (indoor)                      | Spagna 0 |     |   |  |
| \| \| \| \| 1 \| 2 \| 3 \| \| \| - \| \| -------------------------------------------------------------------------------- \| --- \| --- \| - \| \| \| 1 \| \| Petra Kvitová Anabel Medina Garrigues \| 6 1 \| 6 0 \| \| \| \| 2 \| \| Radek Štěpánek Daniel Muñoz de la Nava \| 6 2 \| 6 2 \| \| \| \| 3 \| \| Petra Kvitová / Radek Štěpánek Anabel Medina Garrigues / Daniel Muñoz de la Nava \| 6 3 \| 6 4 \| \| \| |                                                             |                                                                                  |          |     |   |  |
| |                                                             |                                                                                  | 1        | 2   | 3 |  |
| 1 | Rep. Ceca (bandiera) · Spagna (bandiera)                    | Petra Kvitová Anabel Medina Garrigues                                            | 6 1      | 6 0 |   |  |
| 2 | Rep. Ceca (bandiera) · Spagna (bandiera)                    | Radek Štěpánek Daniel Muñoz de la Nava                                           | 6 2      | 6 2 |   |  |
| 3 | Rep. Ceca (bandiera) · Spagna (bandiera)                    | Petra Kvitová / Radek Štěpánek Anabel Medina Garrigues / Daniel Muñoz de la Nava | 6 3      | 6 4 |   |  |

#### Stati Uniti vs. Spagna
| Stati Uniti 3 | Perth Arena, Perth 30 dicembre 2013, 10:00 Cemento (indoor) | Perth Arena, Perth 30 dicembre 2013, 10:00 Cemento (indoor)                    | Spagna 0 |     |      |  |
| \| \| \| \| 1 \| 2 \| 3 \| \| \| - \| \| ------------------------------------------------------------------------------ \| --- \| --- \| ---- \| \| \| 1 \| \| Sloane Stephens Anabel Medina Garrigues \| 6 3 \| 6 1 \| \| \| \| 2 \| \| John Isner Daniel Muñoz de la Nava \| 6 3 \| 6 4 \| \| \| \| 3 \| \| Sloane Stephens / John Isner Anabel Medina Garrigues / Daniel Muñoz de la Nava \| 4 6 \| 6 0 \| 10 4 \| \| |                                                             |                                                                                |          |     |      |  |
| |                                                             |                                                                                | 1        | 2   | 3    |  |
| 1 | Stati Uniti (bandiera) · Spagna (bandiera)                  | Sloane Stephens Anabel Medina Garrigues                                        | 6 3      | 6 1 |      |  |
| 2 | Stati Uniti (bandiera) · Spagna (bandiera)                  | John Isner Daniel Muñoz de la Nava                                             | 6 3      | 6 4 |      |  |
| 3 | Stati Uniti (bandiera) · Spagna (bandiera)                  | Sloane Stephens / John Isner Anabel Medina Garrigues / Daniel Muñoz de la Nava | 4 6      | 6 0 | 10 4 |  |

#### Francia vs. Repubblica Ceca
| Francia 2 | Perth Arena, Perth 30 dicembre 2013, 17:30 Cemento (indoor) | Perth Arena, Perth 30 dicembre 2013, 17:30 Cemento (indoor)      | Rep. Ceca 1 |     |     |  |
| \| \| \| \| 1 \| 2 \| 3 \| \| \| - \| \| ---------------------------------------------------------------- \| --- \| --- \| --- \| \| \| 1 \| \| Alizé Cornet Petra Kvitová \| 1 6 \| 6 3 \| 5 7 \| \| \| 2 \| \| Jo-Wilfried Tsonga Radek Štěpánek \| 6 1 \| 6 4 \| \| \| \| 3 \| \| Alizé Cornet / Jo-Wilfried Tsonga Petra Kvitová / Radek Štěpánek \| 6 1 \| 6 3 \| \| \| |                                                             |                                                                  |             |     |     |  |
| |                                                             |                                                                  | 1           | 2   | 3   |  |
| 1 | Francia (bandiera) · Rep. Ceca (bandiera)                   | Alizé Cornet Petra Kvitová                                       | 1 6         | 6 3 | 5 7 |  |
| 2 | Francia (bandiera) · Rep. Ceca (bandiera)                   | Jo-Wilfried Tsonga Radek Štěpánek                                | 6 1         | 6 4 |     |  |
| 3 | Francia (bandiera) · Rep. Ceca (bandiera)                   | Alizé Cornet / Jo-Wilfried Tsonga Petra Kvitová / Radek Štěpánek | 6 1         | 6 3 |     |  |

#### Stati Uniti vs. Francia
| Stati Uniti 1 | Perth Arena, Perth 1º gennaio 2014, 17:30 Cemento (indoor) | Perth Arena, Perth 1º gennaio 2014, 17:30 Cemento (indoor)     | Francia 2 |     |      |  |
| \| \| \| \| 1 \| 2 \| 3 \| \| \| - \| \| -------------------------------------------------------------- \| ---- \| --- \| ---- \| \| \| 1 \| \| Sloane Stephens Alizé Cornet \| 7 5 \| 6 0 \| \| \| \| 2 \| \| John Isner Jo-Wilfried Tsonga \| 61 7 \| 3 6 \| \| \| \| 3 \| \| Sloane Stephens / John Isner Alizé Cornet / Jo-Wilfried Tsonga \| 1 6 \| 7 5 \| 5 10 \| \| |                                                            |                                                                |           |     |      |  |
| |                                                            |                                                                | 1         | 2   | 3    |  |
| 1 | Stati Uniti (bandiera) · Francia (bandiera)                | Sloane Stephens Alizé Cornet                                   | 7 5       | 6 0 |      |  |
| 2 | Stati Uniti (bandiera) · Francia (bandiera)                | John Isner Jo-Wilfried Tsonga                                  | 61 7      | 3 6 |      |  |
| 3 | Stati Uniti (bandiera) · Francia (bandiera)                | Sloane Stephens / John Isner Alizé Cornet / Jo-Wilfried Tsonga | 1 6       | 7 5 | 5 10 |  |

#### Francia vs. Spagna
| Francia 3 | Perth Arena, Perth 3 gennaio 2014, 10:00 Cemento (indoor) | Perth Arena, Perth 3 gennaio 2014, 10:00 Cemento (indoor)                           | Spagna 0 |      |     |  |
| \| \| \| \| 1 \| 2 \| 3 \| \| \| - \| \| ----------------------------------------------------------------------------------- \| --- \| ---- \| --- \| \| \| 1 \| \| Alizé Cornet Anabel Medina Garrigues \| 6 2 \| 6 2 \| \| \| \| 2 \| \| Jo-Wilfried Tsonga Daniel Muñoz de la Nava \| 6 4 \| 67 7 \| 6 2 \| \| \| 3 \| \| Alizé Cornet / Jo-Wilfried Tsonga Anabel Medina Garrigues / Daniel Muñoz de la Nava \| 8 3 \| \| \| \| |                                                           |                                                                                     |          |      |     |  |
| |                                                           |                                                                                     | 1        | 2    | 3   |  |
| 1 | Francia (bandiera) · Spagna (bandiera)                    | Alizé Cornet Anabel Medina Garrigues                                                | 6 2      | 6 2  |     |  |
| 2 | Francia (bandiera) · Spagna (bandiera)                    | Jo-Wilfried Tsonga Daniel Muñoz de la Nava                                          | 6 4      | 67 7 | 6 2 |  |
| 3 | Francia (bandiera) · Spagna (bandiera)                    | Alizé Cornet / Jo-Wilfried Tsonga Anabel Medina Garrigues / Daniel Muñoz de la Nava | 8 3      |      |     |  |

#### Repubblica Ceca vs. Stati Uniti
| Rep. Ceca 3 | Perth Arena, Perth 3 gennaio 2014, 17:30 Cemento (indoor) | Perth Arena, Perth 3 gennaio 2014, 17:30 Cemento (indoor)       | Stati Uniti 0 |     |      |        |
| \| \| \| \| 1 \| 2 \| 3 \| \| \| - \| \| --------------------------------------------------------------- \| --- \| --- \| ---- \| ------ \| \| 1 \| \| Petra Kvitová Sloane Stephens \| 6 3 \| \| \| ritiro \| \| 2 \| \| Radek Štěpánek Milos Raonic \| 5 7 \| 6 3 \| 7 64 \| \| \| 3 \| \| Petra Kvitová / Radek Štěpánek Bojana Bobusic / Oliver Anderson \| 8 3 \| \| \| \| |                                                           |                                                                 |               |     |      |        |
| |                                                           |                                                                 | 1             | 2   | 3    |        |
| 1 | Rep. Ceca (bandiera) · Stati Uniti (bandiera)             | Petra Kvitová Sloane Stephens                                   | 6 3           |     |      | ritiro |
| 2 | Rep. Ceca (bandiera) · Stati Uniti (bandiera)             | Radek Štěpánek Milos Raonic                                     | 5 7           | 6 3 | 7 64 |        |
| 3 | Rep. Ceca (bandiera) · Stati Uniti (bandiera)             | Petra Kvitová / Radek Štěpánek Bojana Bobusic / Oliver Anderson | 8 3           |     |      |        |

Il singolare maschile è stato giocato dal canadese Raonic, sostituto dell'infortunato Isner.

Il doppio misto è stato giocato dalla coppia australiana Bobusic-Anderson, sostituti degli americani.

## Finale
| Polonia 1 | Perth Arena, Perth 4 gennaio 2014, 17:30 Cemento (indoor) | Perth Arena, Perth 4 gennaio 2014, 17:30 Cemento (indoor)               | Francia 2 |      |     |  |
| \| \| \| \| 1 \| 2 \| 3 \| \| \| - \| \| ----------------------------------------------------------------------- \| --- \| ---- \| --- \| \| \| 1 \| \| Agnieszka Radwańska Alizé Cornet \| 6 3 \| 67 7 \| 6 2 \| \| \| 2 \| \| Grzegorz Panfil Jo-Wilfried Tsonga \| 3 6 \| 6 3 \| 3 6 \| \| \| 3 \| \| Agnieszka Radwańska / Grzegorz Panfil Alizé Cornet / Jo-Wilfried Tsonga \| 0 6 \| 2 6 \| \| \| |                                                           |                                                                         |           |      |     |  |
| |                                                           |                                                                         | 1         | 2    | 3   |  |
| 1 | Polonia (bandiera) · Francia (bandiera)                   | Agnieszka Radwańska Alizé Cornet                                        | 6 3       | 67 7 | 6 2 |  |
| 2 | Polonia (bandiera) · Francia (bandiera)                   | Grzegorz Panfil Jo-Wilfried Tsonga                                      | 3 6       | 6 3  | 3 6 |  |
| 3 | Polonia (bandiera) · Francia (bandiera)                   | Agnieszka Radwańska / Grzegorz Panfil Alizé Cornet / Jo-Wilfried Tsonga | 0 6       | 2 6  |     |  |

## Campioni
| Vincitori della Hopman Cup 2014 |
| ------------------------------- |
| Francia (1º titolo)             |